# Оарда
Оарда (рум. Oarda) — село у повіті Алба в Румунії. Адміністративно підпорядковане місту Алба-Юлія.
Село розташоване на відстані 263 км на північний захід від Бухареста, 6 км на південь від Алба-Юлії, 84 км на південь від Клуж-Напоки.

## Населення
За даними перепису населення 2002 року у селі проживали 2076 осіб.
Національний склад населення села:
| Національність | Кількість осіб | Відсоток |
| -------------- | -------------- | -------- |
| румуни         | 2062           | 99,3%    |
| угорці         | 13             | 0,6%     |

Рідною мовою назвали:
| Мова      | Кількість осіб | Відсоток |
| --------- | -------------- | -------- |
| румунська | 2066           | 99,5%    |
| угорська  | 9              | 0,4%     |